# Рохидас, Амит
Амит Рохидас (хинди अमित रोहिदास; род. 10 мая 1993, Сундаргарх, Одиша) — индийский хоккеист на траве, защитник сборной Индии. Бронзовый призёр Олимпийских игр (2020).

## Биография
Амит Рохидас родился 10 мая 1993 года.
Владеет ория, хинди и английским. Закончил Университет Самбалпура.

## Карьера
Начал играть в хоккей с друзьями в своей деревне в Сундарагхе, штат Одиша. Затем он поступил в Хоккейную академию Руркела, где он тренировался на первых порах. По воспоминаниям Амита, тренер его учил, что нужно постичь основы вида спорта, что он и сделал, продолжая развиваться.
Начинал играть в хоккей в амплуа вратаря, но затем стал защитником.
В сезоне 2016/2017 был в составе сборной Индии, которая завоевала бронзу в Финале Мировой лиги в Бхубанешваре. В 2017 году стал победителем Кубка Азии в Дакке.
В 2018 участвовал на домашнем чемпионате мира в Бхубанешваре, где Индия вылетела на стадии четвертьфинала. В том же году выиграл серебро Трофея чемпионов в Бреде и бронзу Азиатских игр в Джакарте.
В 2020 году участвовал в Про-лиге Международной федерации хоккея на траве, где сборная Индии стала четвёртой.
Принял участие на летних Олимпийских играх 2020 года в Токио. Сборная Индии в групповом этапе одержала 4 победы и вышла в плей-офф со второго места. В четвертьфинале индийцы победили Великобританию со счётом 3:1, однако затем уступили будущим олимпийским чемпионам Бельгии 3:5. В матче за бронзу Индия победила Германию со счётом 5:4, впервые с московской Олимпиады в 1980 году завоевав медаль в хоккее на траве. Рохидас играл во всех восьми матчах с первых минут.
На чемпионате мира 2023 года в первом матче своей сборной против Испании забил первый гол, Индия победила в этой игре со счётом 2:0.